# Hilda Koller
Hilda Koller (Castro, 7 de fevereiro de 1938 - Castro, 9 de julho de 2012) foi uma escritora brasileira.

## Biografia
Filha de Eduardo Koller e Emília Sens, Hilda nasceu em Castro em 1938. Ingressou no curso de Direito na Universidade Estadual de Ponta Grossa (UEPG), mas percebeu que sua vocação era mesmo a literatura. Trabalhou como secretária na ACARPA (atual EMATER) e para a Previdência Social por 15 anos, onde por 10 exerceu a chefia da Região Sul do Paraná.
Publicou diversas obras, como: Jardim da Alma (1966), Pétalas Intelectuais (1967), Suspiros Poéticos (1969), Sonhos de Primavera (1974), Diários de um Gato (1980), Castro Século XX (2000), entre outros. Escreveu também a letra do Hino Municipal de Castro, Instituído pela Lei Municipal nº 1147/2002.
Hilda figura em duas antologias internacionais, editadas nos Estados Unidos pela Internacional Writers Association (IWA). Possui 50 diplomas de academias literárias, sendo 22 de academias internacionais da América Latina, Estados Unidos e Europa. Seu nome está presente na Enciclopédia da Literatura Brasileira, de Afrânio Coutinho, de 1999. Foi membro da Academia de Letras dos Campos Gerais, onde ocupou a cadeira 40.
Sofreu uma parada cardiorrespiratória e faleceu na cidade de Castro no dia 9 de julho de 2012.